# Грасси, Марко
Ма́рко Гра́сси (итал. Marco Grassi, 8 августа 1968, Кьяссо) — швейцарский футболист, нападающий.
Наиболее известен по выступлениям за такие команды, как «Цюрих», «Цуг», «Кьяссо», «Сьон», «Серветт», французские «Монако», «Ренн», «Канн», «Олимпик Лион» и «Ницца». Марко также принял участие в двух крупных международных турнирах в составе национальной сборной Швейцарии — чемпионате мира 1994 года и Европы 1996 года.

## Карьера

### Клубная
Начал карьеру в молодёжном составе клуба из родного города. Дебют на профессиональном уровне произошёл в 1987 году, когда игрок подписал контракт с клубом «Цуг» (в молодёжной команде играл с 1984 года). Выступал за эту команду до 1989 года. Затем перешёл в клуб «Цюрих», где играл до 1993 года (с перерывом в сезоне 1990/91, когда он играл за «Кьяссо»). В 1994 году Грасси оказался в клубе «Серветт», откуда через год перебрался во Францию, в клуб «Ренн». Отыграв два сезона, Грасси переходит в «Монако». В 1997 на год возвратившись в Швейцарию (клуб «Сьон»), он вновь заключает контракты с французскими командами — «Канн» (1997—1998), «Олимпик Лион» (1998—1999), «Ницца» (1999—2000).

### В сборной
Марко Грасси провёл 31 матч за сборную Швейцарии и забил 3 мяча. На чемпионате мира 1994 года, в групповой стадии сыграл 1 матч, заменив Алена Сюттера на 82 минуте (со сборной Колумбии — 0:2) и в двух находился в запасе (со сборными США — 1:1 и Румынией — 4:1). На чемпионате Европы 1996 года сыграл 2 матча, заработав при этом два «горчичника» (со сборными Англии — 1:1 и Нидерландов — 0:2).

## Достижения
«Серветт»
- Чемпион Швейцарии: 1994

«Монако»
- Бронзовый призёр чемпионата Франции: 1996
- Полуфиналист Кубка УЕФА: 1996/97

«Сьон»
- Чемпион Швейцарии: 1997
- Обладатель Кубка Швейцарии: 1997